# 日本型社会主義
日本型社会主義（にっぽんがたしゃかいしゅぎ、にほんがたしゃかいしゅぎ）は主に以下の意味で使用されている用語。
1. 日本における社会主義 - 高橋正雄らが使用[1][2]。対比用語はソ連型社会主義など。類似用語は日本型社会民主主義など。例はソ連型のプロレタリア独裁を否定し平和革命を主張した「日本における社会主義への道」など。
2. 日本における集団主義や平等主義などを比喩的に「社会主義」と呼ぶ用法 - 竹内靖雄らが使用[3]。類似用語は日本株式会社など。本記事で記載。

## 概要
第二次世界大戦後の日本は、池田勇人による所得倍増計画の存在などもあって、「成功した社会主義国」と呼ばれる事がある。
1940年、第2次近衛内閣により、経済新体制確立要綱が閣議決定され、計画経済を目指すことになった。この時確立した経済体制は1940年体制とも呼ばれ、終身雇用・年功序列・企業別組合などが導入された。
日本では戦時体制により、官僚主導の開発主義体制が形成される。日本の官僚機構は敗戦後の連合国軍占領下においても存続し、GHQの意向を受けて政教分離、財閥解体、農地改革、シャウプ勧告などの改革を次々と実行し、独占資本や地主階級が一時的にせよ没落し、中産階級が形成された。独占資本はその後メインバンク主導の企業グループという形で復活し、「護送船団方式」と言われる、官僚と財界の協力関係が築かれた｡
1952年のサンフランシスコ講和条約発効による主権回復後は、外交面においては米国の同盟国となり西側陣営の一員として、あくまで資本主義国の立場であった。その後の高度経済成長期には人材確保の理由から、終身雇用制度や企業内組合による労使協調などが広まった。これらは戦前の日本や米英型資本主義でも存在したものではあるが、戦後の日本においては大半の大企業と多くの中小企業に広まり､「日本的経営」などと言われるようになった。この背景には日本社会に残っていた村社会などの共同体志向や平等志向が企業などに持ち込まれたものとも言われる。
また1955年以後日本では自由民主党による長期政権（55年体制）が続いたが、自民党には多くの派閥が存在し､党内と官僚、財界と業界相互の非公式な調整により利益配分が行われた。こうして、第二次世界大戦中の官僚主導の開発主義体制は､自民党・業界団体を巻き込んだ独特の分権的な形へと徐々に変容していく。政官財による「鉄のトライアングル」や「日本株式会社」とも呼ばれた、行政指導や補助金による産業別の保護育成政策、経団連・農協・医師会・全特などの全国規模の産業別の団体を通じての利益配分が行われた。
政界では1960年代後半より国対政治が進み、自由民主党が対立する日本社会党と非公式な場で妥協を行い、懐柔策としてその意向も取り入れる形で、農業保護や公務員の賃上げ、労働法制の整備など一定の富の再分配が行われた。その後は中道政党の公明党や民社党が躍進したが、これらの政党も国対政治の枠の中に取り込まれた。しかし非公式であるがゆえに、これら野党は自民党との妥協で自らの政策を実現した事を、成果として華々しく宣伝する事は無かった。また国対政治の「蚊帳の外」に置かれた社会主義政党である日本共産党は、このような政治体制を「馴れ合い」であるとして、またこの中で築かれた経済体制を「政官財癒着」「ルールなき資本主義」などと批判してきた。
それゆえに「日本型社会主義」は、北欧やイギリスの福祉国家などとは異なり、政府として公式に提唱されたものではない。再分配の内容も業界団体や政府の外郭団体を通じた間接給付が中心であり、利権構造の側面も強かった。
これらはオイルショック以降の新自由主義の高まりで緩やかに解体へと向かった。1980年代中盤には、中曽根内閣で行政改革路線が推進された。
また、1989年の東欧革命以来、従来の社会主義国家が次々と崩壊したため、こうした社会主義国家への皮肉としての、日本型社会主義という用語の意味も失われた。
さらに1990年代には規制緩和と護送船団方式などからの脱却が叫ばれ､1996年に発足した橋本内閣による金融ビッグバンと2001年に就任した小泉内閣による「構造改革路線」によって変貌を遂げてきた。
他方、現在でも農業・医療・教育・公共事業・電力などの内需主導型産業では、依然として利益配分型の政策決定が行われ、生産性が低く、グローバル化されずに非効率な日本型社会主義が残っているという見解もある。一方で、日本型社会主義の解体が日本の低賃金化、未婚化、晩婚化、少子化、内需縮小など様々な問題を引き起こしているとの指摘もある。また、日本型社会主義の解体によって、社会や産業界は一見自由になったかのように思われたものの、実際には人材派遣業のような新たな利権を生み出しただけであるともされる。2009年の民主党政権誕生後は、農協・医師会など従来の生産者側の各業界団体を経由しない、消費者側である国民への直接給付中心に切り替えていくことが提唱されていた。

## 会社主義
上記は日本社会全体についてであるが、日本の会社の勤務形態・雇用形態が社会主義的であると評される場合がある。社長から平社員までの給与格差が小さい事、手厚い福利厚生、終身雇用による雇用保障、あるいは家族手当に見られるような仕事能力に対してではなく社員の家庭事情に基づいて給与を支払うシステムが、社会主義的、あるいは社会主義から発展しての共産主義的ですらあるというのである。こうした会社単位での社会主義的な要素は、社会主義をもじって会社主義と呼ばれる事もある。
バブル景気の崩壊に始まる失われた10年以降は、終身雇用体制の崩壊や成果主義の導入、派遣労働者や契約社員など非正社員の大量雇用による給与格差の拡大など、いわゆる会社主義もかなり崩れている。
なお、上記の会社主義の特徴は大企業に顕著なものであって、特に福利厚生については、中小企業においては過去も現在も大企業に比べて不十分なものである。逆に欧米の大企業においても、手厚い福利厚生を行っている場合が多々見られる。また、日本の昨今の非効率な企業体質の特徴として大企業病という問題があり、都市部と地方の格差にも影響が出ている。